# Łohiszyn (gmina)
Łohiszyn – dawna gmina wiejska istniejąca do 1939 roku w woj. poleskim (obecnie na Białorusi). Siedzibą władz gminy była Mokra Dąbrowa, a następnie Łohiszyn (stanowiący do 1934 odrębną gminę miejską).
W okresie międzywojennym gmina Łohiszyn należała do powiatu pińskiego w woj. poleskim. 18 kwietnia 1928 roku z gminy wyłączono część obszaru, który przyłączono do gminy Pohost-Zahorodzki. 1 kwietnia 1934 do gminy Łohiszyn włączono obszar pozbawionego praw miejskich Łohiszyna.
Po wojnie obszar gminy Łohiszyn wszedł w struktury administracyjne Związku Radzieckiego.